# Fontaine de l'hôtel de Valori
Pour les articles homonymes, voir famille de Valori et Valori (homonymie).
La fontaine de l'hôtel de Valori est une fontaine située à Aix-en-Provence.

## Histoire
Le monument fait l'objet d'une inscription au titre des monuments historiques depuis 1929.